# آزادی‌های هوایی
آزادی‌های هوایی دسته‌ای از حقوق هوانوردی بازرگانی هستند که به شرکت‌های هواپیمایی یک کشور اعطا می‌شوند تا بتوانند به مرز هوایی یک کشور دیگر وارد شوند و در آن کشور فرود بیایند. این حقوق در پی عدم توافق بر سر گسترش آزادی هوایی در پیمان هوانوردی غیرنظامی بین‌المللی (پیمان شیکاگو) در سال ۱۹۴۴ میلادی پی ریزی شدند.
آزادی‌های یکم و دوم دربارهٔ گذر هواپیماهای بازرگانی درون مرز هوایی و فرودگاه‌های یک کشور بیگانه و دیگر آزادی‌ها دربارهٔ حمل مسافر، بار و پست در بعد بین‌المللی است. آزادی‌های یکم تا پنجم به‌طور رسمی توسط پیمان‌های بین‌المللی و به‌طور ویژه پیمان شیکاگو پذیرفته شده‌اند. آزادی‌های دیگری نیز به این آزادی‌ها افزوده شده‌اند و گرچه بیشتر آنها توسط پیمان‌های مهم بین‌المللی رسمی به‌شمار نمی‌روند، اما توسط برخی از کشورها پذیرفته شده‌اند. آزادی‌های با شماره کمتر به همان نسبت فراگیرتر اند در حالی که آزادی‌های با شماره بیشتر کمتر اتفاق می‌افتند.

## انواع آزادی‌ها
جدول انواع آزادی‌ها:
| نوع آزادی       | تعریف | مثال |
| --------------- | --- | --- |
| یکم             | آزادی پرواز بر فراز یک کشور بیگانه بدون حق فرود در خاک آن کشور.                                                    | پروازی از کانادا به سوی مکزیک، توسط یک شرکت هواپیمایی مکزیکی، که بر فراز آمریکا می‌گذرد.                                                                            |

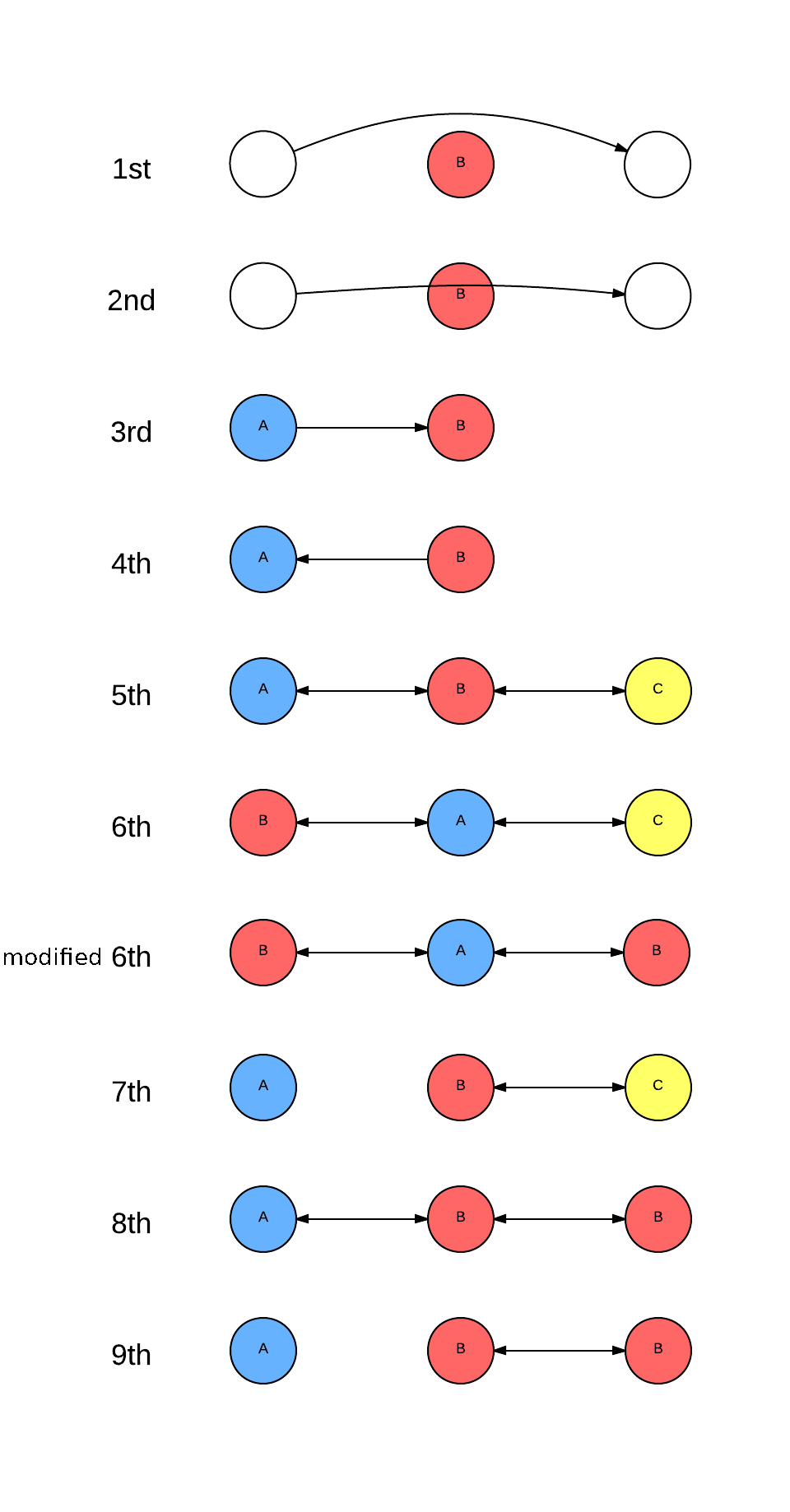
نموداری از ۹ آزادی هوایی. دایره های آبی کشور متبوع شرکت هواپیمایی و دایره های قرمز و زرد کشور های بیگانه را نشان می دهند.

| دوم             | آزادی فرود در خاک یک کشور بیگانه برای سوخت گیری مجدد یا تعمیرات بدون سوار یا پیاده کردن مسافر.                     | پروازی از آمریکا به هلند، توسط یک شرکت هواپیمایی هلندی، که در یک فرودگاه ایرلندی سوختگیری مجدد می‌کند.                                                              |
| سوم             | آزادی پرواز از کشور یک شرکت هواپیمایی به کشوری بیگانه جهت حمل مسافر، بار و پست به آن کشور.                         | پروازی از شیراز به دوحه، توسط یک شرکت هواپیمایی ایرانی. |
| چهارم           | آزادی پرواز از کشوری بیگانه به کشور خود شرکت هواپیمایی جهت حمل مسافر، بار و پست.                                   | پروازی از شیراز به دوحه، توسط یک شرکت هواپیمایی قطری. |
| پنجم            | آزادی پرواز میان دو کشور بیگانه در پروازی که مبدأ یا مقصد آن کشور خود شرکت هواپیمایی باشد.                         | پروازی از دبی به کرایست‌چرچ نیوزلند با یک توقف در سیدنی توسط یک شرکت هواپیمایی اماراتی. در این پرواز امکان جا به جایی مسافر و بار میان سیدنی و کرایست‌چرچ وجود دارد. |
| ششم             | آزادی پرواز از یک کشور بیگانه به کشوری دیگر در پروازی که یک توقف به دلایل غیر فنی در کشور خود شرکت هواپیمایی دارد. | پروازی از نیوزلند به آمریکا توسط یک شرکت هواپیمایی فرانسوی با یک توقف در پلی‌نزی فرانسه (بخشی از کشور فرانسه).                                                      |
| ششم تغییر یافته | آزادی پرواز میان دو مکان در یک کشور بیگانه در پروازی که یک توقف به دلایل غیر فنی در کشور خود شرکت هواپیمایی دارد.  | پروازی میان دو فرودگاه در آمریکا توسط یک شرکت هواپیمایی کانادایی با یک توقف کامل در کانادا.                                                                        |
| هفتم            | آزادی پرواز میان دو کشور بیگانه در پروازی که در کشور خود شرکت هواپیمایی توقف ندارد.                                | پروازی میان پرتغال و آلمان توسط یک شرکت هواپیمایی ایرلندی. |
| هشتم            | آزادی پرواز درون یک کشور بیگانه در پروازی که به کشور خود شرکت هواپیمایی ادامه می‌یابد.                              | پروازی توسط یک شرکت هواپیمایی فرانسوی میان سان فرانسیسکو و پاریس با یک توقف کامل در نیویورک. امکان پیاده یا سوار کردن مسافر در نیویورک وجود دارد.                  |
| نهم             | آزادی پرواز درون یک کشور بیگانه در پروازی که به کشور خود شرکت هواپیمایی ادامه نمی‌یابد.                             | پروازی میان آوکلند و کرایست‌چرچ توسط یک شرکت هواپیمایی استرالیایی.                                                                                                  |